# Stade d’Oyem
Stade d'Oyem – piłkarski stadion w Oyem, w Gabonie. Obiekt może pomieścić 20 500 widzów. Budowę stadionu rozpoczęto w 2015 roku, a ukończono ją w październiku 2016 roku. Obiekt był jedną z aren Pucharu Narodów Afryki w 2017 roku.